# Round Table (banda)
Round Table (oficialmente ROUND TABLE) es una banda de J-Pop muy conocida sobre todo por sus bandas sonoras de anime. La banda se formó en 1997 con Katsutoshi Kitagawa (voz, guitarra y bajo) y Rieko Ito (voz y teclado), como los miembros de la banda. En 2002 se sumó Nino como vocalista. Desde entonces sus canciones a menudo se han acreditado como ROUND TABLE featuring Nino.

## Discografía (ROUND TABLE)

### Sencillos
- 29 de junio de 1998: Big Wave '71 - EP

1. Ride on the Big Wave
2. Get on the Bicycle!
3. Exotic Ooh-Room
4. In the Season
5. Wild Chocolate Brothers

- 30 de septiembre de 1998: Do The Afro!

1. Chocolate
2. Glass Green Polka
3. Do the Afro
4. One Day in the September
5. Little Brownie's Theme

- 27 de enero de 1999: Cool Club Rule

1. Cool Club Rule
2. Domino Time Rag
3. Viva!Brownie

- 27 de octubre de 1999: Perfect World

1. Perfect World
2. Glad To Be Unhappy
3. Do It Again

- 6 de diciembre de 2000: Every Every Every

1. Every Every Every
2. Radio Burnin'
3. All The Way Down

### Álbumes
- 27 de agosto de 1997: World's End

1. Repeat after me
2. Windy
3. World's End
4. So Little Time
5. Mexican Drag Race
6. Arifureta１日 (ありふれた１日)
7. One more time!!

- 5 de diciembre de 1997: Something in the Snow

1. Light a Candle
2. Tiny Adventure
3. Everyboody's Talkin'
4. Radio Time a GO-GO!!
5. Up to Wednesday, 3p.m.
6. Revenge of the Radio Time
7. Picnic
8. Make a Wish, Blow Out a Candle

- 1 de abril de 1998: Feelin' Groovy

1. How do You Feel?
2. Feelin' Groovy
3. Don't Ask Me Why
4. Stillness
5. Highway 69
6. Mad Engine joe
7. Beat de jump
8. Doo-Wop Feelin'

- 27 de enero de 1999: Domino

1. Domino
2. Brownie
3. Cool Club Rule
4. Holiday
5. Play The March
6. Summer Rain
7. Battle Cop B.B.
8. Desert Side of The Moon
9. Ring A Bell
10. Christmas Time
11. Domino Again
12. Everything You Know

- 7 de julio de 1999: Big Wave '72

1. Here Comes The Big Wave
2. Holiday（Mix '72）
3. One Little Cowboy
4. Let's Go To The Beach!
5. Jazz On a Holiday
6. Ukulele To The Beach
7. You Baby
8. Sunset Holiday
9. End Theme
10. Big Wave '71（Reprise）

- 8 de diciembre de 1999: Cannon Ball

1. Mr.Cannonballer
2. Perfect World
3. Moon Light
4. Everlasting Daydream
5. It's O.K.? Mr. No.1
6. Bamallama Baby
7. Mr.Cannonballer Strikes Back
8. FLY
9. Timeless
10. So Many Colors
11. Brand New Car
12. Say Goodbye

- 29 de marzo de 2000: Look Around

1. Introduction
2. Chocolate
3. Cool Club Rule
4. Holiday（Mix '72）
5. World's End
6. Back on My Feet Again
7. Theme from Look Around
8. Radio Time a Go-Go!!
9. Brownie
10. Get on the Bicycle!
11. Windy
12. Beat de Jump
13. Picnic
14. It's a Sunshine Day
15. Feelin' Groovy
16. Look Around Bossa

- 12 de julio de 2000: Big Wave 2000 - EP

1. Viva! Samba Parade
2. Big Wave
3. Let's Go To The Beach!（Copacabana Mix）
4. Big Wave 2・0・0・0
5. Tiny Adventure（Cool Summer Mix）
6. Find Your Step!
7. Boys Don't Cry
8. Corcovado
9. Viva! Samba Carnival

- 31 de enero de 2001: RADIO BURNIN'

1. Come On! Come On!
2. Every Every Every（Radio Radio Radio Mix）
3. Goin' To the Radio Show
4. Radio Time #1
5. Hello! It's You
6. No No - Yeah yeah
7. Baby Baby
8. Radio Is Burning
9. Radio Time #2
10. Everyday
11. Across The Highway
12. 1,2,3 for Jump
13. No Reaction
14. You Are No.1
15. Good Night Rosie
16. Come On! Come On!（Reprise）

- 25 de agosto de 2003: Big Wave Sunset

1. Opening
2. Big Wave Sunset
3. Let Me
4. Bossa Rie
5. Youngmen Blues
6. Life
7. In the Rain
8. Tell Me Why

## Discografía (ROUND TABLE featuring Nino)

### Singles
- 24 de abril de 2002: Let Me Be With You - Chobits

1. Let Me Be With You
2. Book End Bossa
3. Let Me Be With You（Instrumental）

- 22 de enero de 2003: New World - .hack//Legend of the Twilight

1. New World
2. Beautiful
3. New World（Instrumental）

- 22 de octubre de 2003: Sunny Side Hill - Planet Survival

1. Sunny Side Hill
2. Message
3. Sunny Side Hill（Instrumental）
4. Message（Instrumental）

- 23 de febrero de 2005: Groovin' Magic - Gunbuster 2

1. Groovin' Magic
2. Stay With Me
3. Groovin' Magic（Instrumental）

- 21 de octubre de 2005: Rainbow - ARIA The ANIMATION

1. Rainbow
2. Just For You
3. Rainbow（Instrumental）
4. Just For You（Instrumental）

- 26 de abril de 2006: Natsu Machi (夏待ち) - ARIA The NATURAL

1. Natsu Machi (夏待ち)
2. Shiosai (潮騒)
3. 夏待ち（Instrumental）
4. 潮騒（Instrumental）

- 20 de julio de 2006: Puzzle (パズル) - Welcome to the N.H.K.

1. Puzzle (パズル)
2. Atashi Datte Onaji Koto Omotteruyo(あたしだって同じこと思ってるよ)
3. パズル（Instrumental）
4. あたしだって同じこと思ってるよ（Instrumental)

- 25 de julio de 2008: Koi wo Shiteru (恋をしてる) - TV Tokyo Webtama 3

1. Koi wo Shiteru (恋をしてる)
2. Symphony (シンフォニー)
3. Takaramono -homemade demo ver.- (宝物－homemade demo ver.－)
4. 恋をしてる－without Nino－
5. シンフォニー－without Nino－

- 22 de octubre de 2008: Nagareboshi (ナガレボシ) - Yozakura Quartet

1. Nagareboshi (ナガレボシ)
2. Akaneiro Sentimental (茜色センチメンタル)
3. Inori (祈り)
4. ナガレボシ －without Nino－
5. 茜色センチメンタル －without Nino－

### Álbumes
- 23 de abril de 2003: ＡＰＲＩＬ

1. Ｌｅｔ  Ｍｅ  Ｂｅ  Ｗｉｔｈ  Ｙｏｕ
2. Ｄａｎｃｉｎ'  Ａｌｌ  Ｎｉｇｈｔ
3. Ｂｅａｕｔｉｆｕｌ
4. Ｎｅｗ  Ｗｏｒｌｄ
5. Day By Day
6. Birthday
7. Book End Bossa
8. Where Is Love
9. Today
10. In April
11. Love Me Baby
12. Let Me Be With You（New Step Mix）

- 30 de agosto de 2006: Nino

1. Be Your Girl
2. Groovin' Magic
3. Puzzle ~Extra Hot Mix~ (パズル ~Extra Hot Mix~）
4. Natsu Machi (夏待ち)
5. Message
6. Just For You
7. Shiosai (潮騒)
8. Hello Goodbye (ハローグッバイ)
9. Sunny Side Hill
10. Stay With Me
11. Rainbow
12. Just a Little